# Такасаки
Такасаки (јап. 高崎市) град је у Јапану у префектури Гунма. Према попису становништва из 2005. у граду је живело 245.023 становника.

## Становништво
Према подацима са пописа, у граду је 2005. године живело 245.023 становника.
| 1995.   | 2000.   | 2005.   |
| ------- | ------- | ------- |
| 238.133 | 239.904 | 245.023 |